# Brewster, Massachusetts

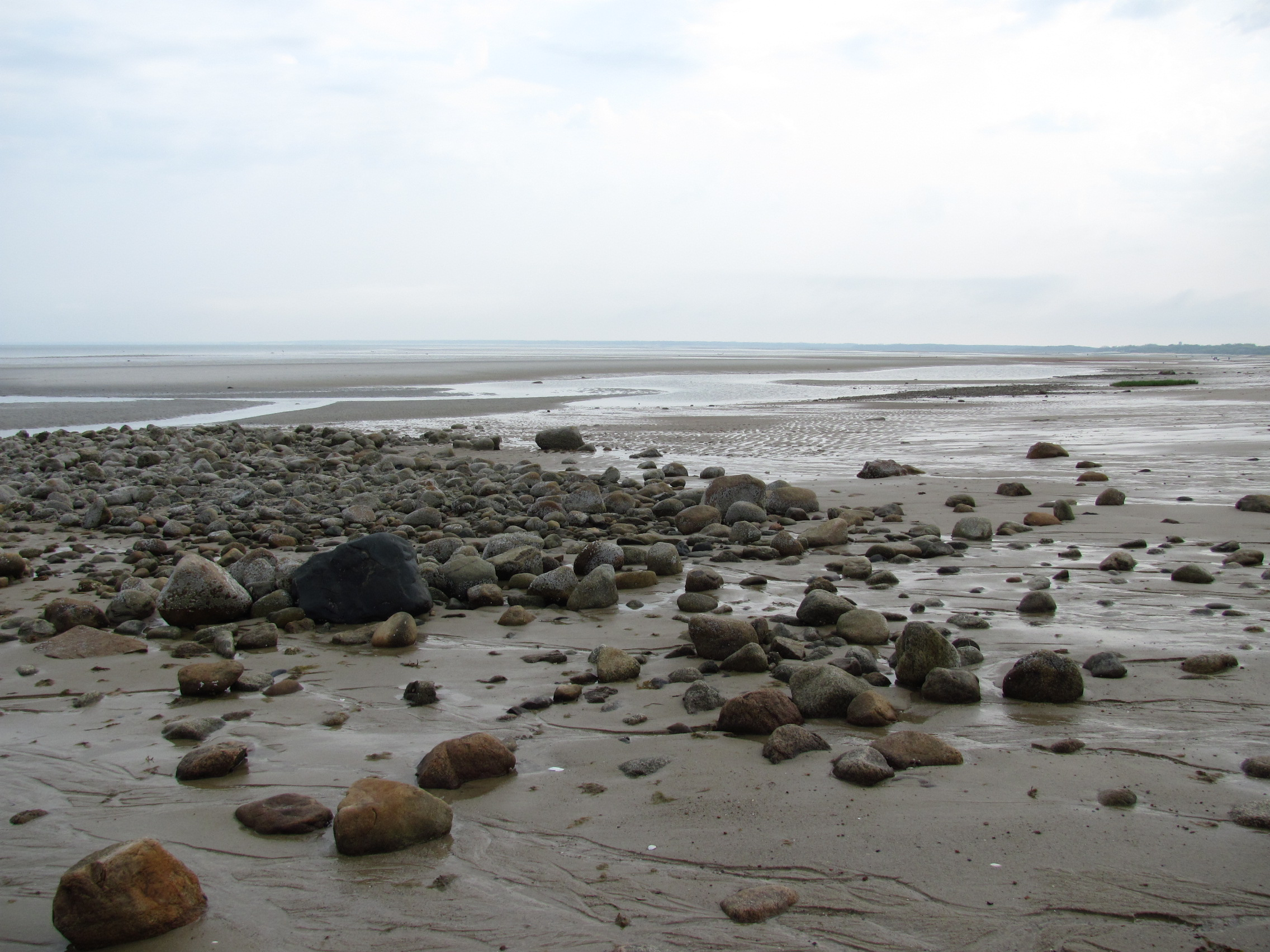

Brewster är en kommun (town) i Barnstable County i delstaten Massachusetts, USA, med cirka 10 094 invånare (2000). Den har enligt United States Census Bureau en area på 65,9 km².